# Kurt Tanzer
Kurt Tanzer, nemški častnik, vojaški pilot in letalski as, * 1. november 1920, Moskva, † 25. junij 1960, Balearski otoki.

## Življenjepis
Kurt Tanzer je svojo aktivno letalsko kariero začel pri rezervni skupini lovskega polka imenovanega po preminulemu asu in bivšemu poveljniku, Wernerju Möldersu (nemško: Ergänzungsgruppe/JG 51), 18. marca 1942 pa je bil premeščen na vzhodno fronto v dvanajsto eskadriljo, 12./JG 51. Podatki o njegovih zračnih zmagah so znani šele od 5. maja 1943, ko je dosegel že svojo 35. zračno zmago. Naslednji dan so letalsko bazo kjer je bil stacioniran napadli sovjetski jurišniki Iljušin Il-2. Tanzerju se je s svojim letalom uspelo dvigniti v zrak in sestreliti dve od napadajočih letal. V spopadu je bil ranjen, a je nadaljeval z letenjem. V nadaljevanju je sestrelil še dva napadalca, med tem pa so se vmešali še sovjetski lovci. Med spopadom z njimi je bil Tanzer še enkrat ranjen. Po končanem spopadu je kljub močno poškodovani desni roki uspel pristati s svojim močno poškodovanim lovcem Focke-Wulf Fw 190 A-4 (serijska št. 7161) z oznako “Modri 7”.
Po okrevanju se je 4. novembra 1943 vrnil na bojišče. Dodeljen je bil k polkovni štabni enoti, (Geschwaderstab JG 51). Za 39 zračnih zmag je bil 5. decembra 1943 odlikovan z Viteškim križem. Junija 1944 je bil skupaj s Karl-Gottfriedom Nordmannom dodeljen v štab letalske kontrole Jagdfliegerführer 6 na zahodno fronto.
Svojo stoto zračno zmago je Tanzer dosegel prav v tej enoti, 1. septembra 1944 pa je bil premeščen v štab vzhodno pruskeJagdfliegerführer Ostpreußen. 
10. februarja 1945 je bil najprej premeščen v trinajsto eskadriljo 13./JG 51, 12. marca pa je postal njen poveljnik (Staffelkapitän). 
Kurt Tanzer je na 723 bojnih nalogah dosegel vsaj 128 zračnih zmag (točno število ni znano, saj nekateri viri navajajo celo 143 zmag), poleg tega pa je sodeloval še na 187 lovsko-bombniških nalogah. 17 zmag je dosegel nad zahodnim bojiščem, med njimi pa so bili tudi štirje težki štirimotorni bombniki. 
Vojno je Tanzer preživel in se je po njej pridružil novo ustanovljeni Bundesluftwaffe. 25. junija 1960 je v slabem vremenu nad Balearskimi otoki strmoglavil s svojim letalom T-33 in se pri tem ubil.

## Odlikovanja
- Ehrenpokal der Luftwaffe (15. februar 1943)
- Nemški križ v zlatu (24. junij 1943)
- Viteški križ železnega križca (5. december 1943)